# Aleuroclava phyllanthi
Aleuroclava phyllanthi es un insecto hemíptero de la familia Aleyrodidae, con una subfamilia: Aleyrodinae.
Fue descrito científicamente por primera vez por Corbett en 1935.